# タリウム
タリウム（英: thallium [ˈθæliəm]）は、原子番号81の元素。元素記号は Tl。第13族元素の一つ。硫化鉱物（硫化バナジウムや黄鉄鉱）中に微量に存在するため、銅、鉛、亜鉛の硫化鉱物の精錬副産物から回収し得る。

## 名称
名前の由来はギリシア語の「緑の小枝」を表す thallos で、これは、原子スペクトルが緑色のためである。

## 特徴
単体は常温では銀白色の軟らかい金属として存在し、六方最密充填構造（αタリウム）が最安定であるが、約230 ℃以上では体心立方構造（βタリウム）が最安定となる。比重11.85、融点302.5 ℃、沸点1473 ℃。13族の元素であるがイオンは1価 (Tl+) が安定である。
水と反応して強塩基の水酸化タリウムを作り、体内に入るとカリウムイオンと置き換わることで毒性を示すなど、化学的挙動は他の第13族元素よりもカリウムに近い。このため、金属タリウムは石油中で保管する必要がある。

## 歴史
ウィリアム・クルックス (W. Crookes) によって硫酸工場の残留物から1861年に発見され、1862年にクルックスおよびクロード・オーギュスト・ラミー (C. A. Lamy) により単体分離された。

## 主な用途
殺鼠剤化合物が利用される。農薬としては、2015年12月14日失効。
工業用試薬塩化タリウム、臭化タリウム、硝酸タリウム、ヨウ化タリウム
放射性医薬品(201Tl)塩化タリウム 
シンチレータタリウム活性化ヨウ化セシウム CsI(Tl)
光学光ファイバー、高屈折光学ガラスの添加剤（硝酸タリウム、フッ化タリウム）

### かつての用途
1898年、パリのレイモン・サブローにより、タリウム塩に脱毛作用があることが発見される。このため1950年代に至るまで、頭皮の皮膚病を治療する際に用いられる標準的な軟膏となった。タリウム塩自体には皮膚病を治療する効果はないが、強力な脱毛作用によって頭髪が抜け落ちてしまえば、治療用の薬品を塗布しやすくなるためである。第二次世界大戦以前には、顔面の脱毛クリームとして販売されていたが、製造業者や使用者のタリウム中毒が多発したため、現在ではタリウムを使用した脱毛剤は販売されていない。

## 毒性
皮膚、気道からも良く吸収される。毒性は、評価を行った機関により様々な数値が存在している。
- 単体タリウム
  - ヒトの中毒量は、最小中毒量 5714 µg/kg（男性）[6]
- 酢酸タリウム
  - ヒト致死量は、最小致死量 12 mg/kg[7]

硫酸タリウム、酢酸タリウム及び硝酸タリウムは毒物及び劇物取締法で劇物に指定されている。

## 中毒
特徴的な症状は脱毛で、摂取後数日で現れる。また、外見的な異常として皮膚炎、脱毛、神経障害（失明、下半身不随など）、爪の異常（ミーズ線）を起こす。
タリウムは組織細胞内でカリウムと置き換わり細胞膜を脱分極させる（細胞毒として作用する）ほか、細胞骨格を構成するタンパク質であるケラチンのメルカプト基架橋結合を遮断、タンパク合成を阻害することで毒性を表している。
- 主な症状[4]

循環器系頻脈と血圧上昇または低下、不整脈、徐脈、心電図異常（T波異常）
呼吸器系死因 - 呼吸不全、急性呼吸促迫症候群 (ARDS)、急性肺傷害が摂取後24-72時間遅延して発現することがある、胸痛、無呼吸
神経系知覚異常、筋痛症、末梢の灼熱感、激痛を伴う下肢の知覚性神経障害、筋力低下、脳神経麻痺、痙攣、せん妄、昏睡
消化器系大量摂取の場合は急性症状として、一過性の悪心、嘔吐、下痢。少量では24-48時間程度遅れて症状が現れる。胃炎、十二指腸炎、麻痺性イレウス
肝症状肝機能障害
泌尿器系蛋白尿、円柱尿、乏尿、血尿、クレアチニンクリアランスの減少、血中尿素窒素の上昇、尿の緑色への着色
ほか低カリウム血症、日光過敏症

### 中毒の診断
確定診断は尿への排泄量を測定することで行われる。
24時間尿中のタリウム濃度
- 正常 - 5 ng/mL以下（原子吸光分析による）[8]

全血血中濃度
- 正常値 - 2 µg/L以下
- 中毒濃度 - 100 µg/L以上[8]。
  - 200 µg/L以上

### 中毒の治療
殺鼠剤の誤飲などの事故でタリウムを摂取した場合は、胃洗浄、活性炭投与、人工透析、血漿交換、排出を促進する利尿などの対症療法が基本であり、体内除去剤として放射性セシウム体内除去剤としても利用されるラディオガルダーゼという商品名のプルシアンブルー（紺青、ヘキサシアニド鉄(II)酸鉄(III)水和物）を使用する。タリウムは体内に吸収後、消化管内に分泌された後に再吸収される。プルシアンブルーは消化管内に残存したタリウムのほか、分泌されたタリウムを消化管内で捕捉することで再吸収抑制にも働き、排泄を促進する。

## タリウムの化合物
- 硫酸タリウム(I) (Tl2SO4) - 殺鼠剤の原料
- 酢酸タリウム(I) (CH3COOTl) - 殺鼠剤の原料
- 硝酸タリウム(I) (TlNO3) - 殺鼠剤の原料
- ヨウ化タリウム(I) (TlI)
- 塩化タリウム(I) (TlCl)
- 水素化タリウム(III) (TlH3)
- クレリチ溶液：ギ酸タリウムとマロン酸タリウムの混合水溶液。比重が大きいため比重選鉱法（重液選鉱）に用いられていた。